# Eidophasia
Eidophasia é um gênero de mariposa pertencente à família Acrolepiidae.